# Норт-Бенд (Вашингтон)
Норт-Бенд (англ. North Bend) — город в округе Кинг на окраине Сиэтла (штат Вашингтон). По данным переписи за 2010 год число жителей города составляло 5731 человек.
Город известен тем, что в нём снималась часть сцен телесериала Дэвида Линча «Твин Пикс».

## Географическое положение
По данным Бюро переписи населения США город имеет общую площадь в 11,16 км². 0,1 км² занимает вода. Норт-Бенд расположен в 30 милях (48 км) к востоку от Сиэтла на автомагистрали между штатами в Вашингтоне на склоне Каскадных гор . Существует регулярное автобусное сообщение, предоставляемое King County Metro по маршруту 208. Автобусы метро оснащены стойками для велосипедов.

## История
Земля города отошла европейским поселенцам после соглашения Роинт-Эллиота. Первое постоянное поселение появилось в 1858 году. Норт-Бенд был инкорпорирован в 1909 году.

## Население
| Год переписи | Нас. |  | %±    |
| ------------ | ---- |  | ----- |
| 1910         | 299  |  | —     |
| 1920         | 387  |  | 29,4% |
| 1930         | 548  |  | 41,6% |
| 1940         | 646  |  | 17,9% |
| 1950         | 787  |  | 21,8% |
| 1960         | 945  |  | 20,1% |
| 1970         | 1625 |  | 72%   |
| 1980         | 1701 |  | 4,7%  |
| 1990         | 2578 |  | 51,6% |
| 2000         | 4746 |  | 84,1% |
| 2010         | 5731 |  | 20,8% |
| 2016         | 6739 |  | 17,6% |

По данным переписи 2010 года население Норт-Бенд составляло 5731 человек (из них 49,3 % мужчин и 50,7 % женщин), в городе было 2210 домашних хозяйств и 1487 семей. Расовый состав: белые — 90,7 %, коренные американцы — 0,9 %, афроамериканцы — 0,5 %, азиаты — 1,6 %.
Население города по возрастному диапазону по данным переписи 2010 года распределилось следующим образом: 26,8 % — жители младше 18 лет, 3,3 % — между 18 и 21 годами, 60,5 % — от 21 до 65 лет и 9,4 % — в возрасте 65 лет и старше. Средний возраст населения — 38,7 лет. На каждые 100 женщин в Норт-Бенд приходилось 97,1 мужчин, при этом на 100 совершеннолетних женщин приходилось уже 94,3 мужчин сопоставимого возраста.
Из 2210 домашних хозяйств 67,3 % представляли собой семьи: 52,9 % совместно проживающих супружеских пар (27,8 % с детьми младше 18 лет); 10,0 % — женщины, проживающие без мужей и 4,4 % — мужчины, проживающие без жён. 32,7 % не имели семьи. В 39,0 % домашних хозяйств входили жители младше 18 лет, в 18,3 % — старше 65 лет. В среднем домашнее хозяйство ведут 2,57 человека, а средний размер семьи — 3,10 человека. В одиночестве проживали 24,8 % населения, 9,0 % составляли одинокие пожилые люди (старше 65 лет).

## Экономика
В 2015 году из 4860 человека старше 16 лет имели работу 3118. При этом мужчины имели медианный доход в 101 302 долларов США в год против 50 104 долларов среднегодового дохода у женщин. В 2014 году медианный доход на семью оценивался в 103 235 $, на домашнее хозяйство — в 90 395 $. Доход на душу населения — 43 164 $ в год.